# Кампо Соријано (Латина)
Кампо Соријано је насеље у Италији у округу Латина, региону Лацио.
Према процени из 2011. у насељу је живело 61 становника. Насеље се налази на надморској висини од 346 м.